# Johann Isaak von Gerning

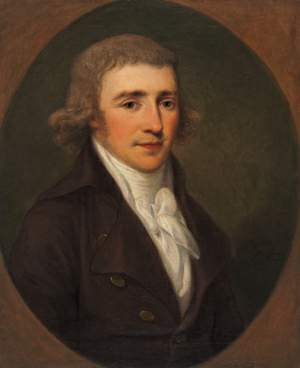
Porträt des Johann Isaak von Gerning, Ölgemälde von Angelica Kauffmann, 1798, Museum Wiesbaden

Johann Isaak Gerning, ab 1804 von Gerning (* 14. November 1767 in Frankfurt am Main; † 21. Februar 1837 ebenda), war ein deutscher Schriftsteller, Sammler  und Diplomat. Seine und die väterlichen Sammlungen bildeten den Grundstock der Nassauischen Museen in Wiesbaden.

## Leben
Gernings Vater war Johann Christian Gerning (1745–1802), herzoglich Gothaischer Hofrat, Frankfurter Bankier und Sammler. Neben Kunstgegenständen und Altertümern baute der Vater eine umfangreiche Insektensammlung auf, die Sammlungsgut von Maria Sibylla Merian (1647–1717) enthält und wissenschaftlich von Eugen Johann Christoph Esper (1742–1810) bearbeitet wurde. Sie zählt heute zu den ältesten zoologischen Sammlungen.
Johann Isaak von Gerning besuchte das Gymnasium in Frankfurt am Main und sollte anschließend Kaufmann werden. Er entwickelte ein großes Sprachtalent und beherrschte neben Latein und Griechisch zahlreiche europäische Sprachen. Seine Reisen führten ihn nach Holland, England, Frankreich, die Schweiz und Italien. Zu Studien begab er sich regelmäßig nach Weimar, Ilmenau und Jena, wo er von 1794 bis 1805 Vorlesungen zur Poetik bei Karl Ludwig von Knebel hörte. Ein Leben lang blieb er mit diesem in Kontakt.
Im Sommer 1794 war Gerning Gast bei Ferdinand IV. in Neapel und 1797/1798 unternahm er eine zweite Italienreise. Goethe lud er zu dieser Reise ein, der allerdings kurz zuvor absagte. Einen Reisebericht veröffentlicht Gerning 1802 unter dem Titel Reise durch Österreich und Italien.
Ab 1802 lebte er in seinem Landhaus Tauninum in der Kronberger Altstadt. Von 1803 bis 1807 bewohnte Gerning sein „Tauninum Nr. 2“ in Homburg gegenüber dem Sinclair-Haus und dem Schloss auf dem Gelände der heutigen Erlöserkirche.
Gerning gilt als einer der Väter des Namens „Taunus“; er half zusammen mit dem Landgrafen Friedrich V. und dessen Kindern die im Mittelalter gebräuchliche Bezeichnung „Höhe“ durch den Namen „Taunus“ zu ersetzen.
1803 vermutete man eine Beziehung zu Bettina Brentano, die dies aber deutlich bestritt und Gerning als Esel und blechern lackierten Kerl bezeichnete. Durch Freunde vermittelt, sollte er 1807 Susanna Magdalena Soldan heiraten, entschied sich aber unmittelbar vor der Kirche gegen diese Hochzeit.
1817 bis 1818 war er Mitglied im Gesetzgebenden Körper der Freien Stadt Frankfurt.

### Beziehung zu Goethe
Über den Großvater mütterlicherseits, den Schöffen und Schultheiß Johann Isaac Moors, bestand eine frühe Beziehung zur Familie Goethes. Moors war der Amtsnachfolger von Goethes Großvater Johann Wolfgang Textor. Ersten Kontakt zu Goethe hatte Gerning 1793 in Frankfurt am Main. In den Folgejahren besuchte er Goethe in Weimar und Jena und stand sein gesamtes Leben lang in brieflichem Kontakt.
Goethe und Gerning vereinte ihre Herkunft aus Frankfurt am Main, eine allseitige Bildung, die väterlichen Sammlungen, ihr Interesse am Süden und am Humanismus. Dennoch kann laut Götting nicht von einer Freundschaft gesprochen werden, da ihn Goethe für unzuverlässig hielt, oft Gernings Offerten abwies und sich über dessen literarische Schöpfungen gegenüber Knebel negativ äußerte ( … Aus dem literarischen Pfuschen wird er wohl nie herauskommen.). Gerning trat aber regelmäßig als Zwischenhändler von Sammlungsgut oder besonderen Waren in Erscheinung und beschenkte Goethe öfters mit Taunusopfern. Goethe vergaß oder enthielt sich gelegentlich eines Dankes, worauf Gerning seinem Brieffreund Knebel mitteilte: Basta mit Egoisten, wenn sie schon große Männer sind. Dieser Brief wurde Goethe bekannt und ließ die Beziehung für längere Zeit unterbrechen.

### Ämter und Ehrungen
- 1799 wurde er von Ferdinand IV. zum Königlichen Sicilianischen Geheimen Legationsrath bestellt.
- 1804 ernannte Landgraf Friedrich V. ihn zum Geheimrat und Kaiser Franz II. erteilte Gerning das Reichsadelsdiplom.
- 1809 erteilte ihm der Landgraf von Hessen-Darmstadt ein weiteres Geheimratspatent.
- 1816 ernannte man ihn zum Bundestagsgesandten Hessen-Homburgs.
- 1818 wurde er zum Freiherrn des Großherzogtums Hessen erhoben und in London zeichnete man ihn mit dem Guelphen-Orden aus.
- 1820 berief der Verein für Nassauische Altertumskunde und Geschichtsforschung Gerning zum ausländischen Direktor (aber erst 1823 realisiert).

## Werk (Auswahl)
Gernings Interesse galt der Literatur. Er schrieb Gedichte, Reiseberichte, Zeitschriftenbeiträge und Abhandlungen zu Kunst und Altertümern. Außerdem trat er als Buch- und Theaterkritiker in Erscheinung. Dabei orientiert sich seine Lyrik am antiken Versmaß und galt zu seiner Zeit als gefällig. Zu seinen Lieblingsdichtern zählten Ovid und Horaz, von deren Werk er einige Übersetzungen anfertigte.
Seine 1802 veröffentlichte Reise durch Oestreich und Italien zählt zu seinen Meisterstücken. Als besonders interessant können noch heute seine Schilderungen des einfachen Lebens und der Mundarten gelten. Im Versmaß verfasst, beschreibt er 1813/14 seine Heimat in Die Heilquellen des Taunus. In 4 Gesängen. Damit gilt er als Wegbereiter des Namens Taunus.
Sein bekanntestes Reisebuch erscheint 1819 unter dem Titel Die Rheingegenden von Mainz bis Cölln. Die 1820 erfolgte Übersetzung: A Picturesque Tour along the Rhine, from Mentz to Cologne förderte die besonders in England ausgeprägte Popularisierung und Romantisierung des Mittelrheintals.

### Publikationen
- Reise durch Oestreich und Italien. 1.-3. Theil. Friedrich Wilmans, Frankfurt am Mayn 1802.
- Die Heilquellen des Taunus. In 4 Gesängen. Amsterdamer Kunst- und Industrie-Comptoir, Leipzig 1813.
- Die Rheingegenden von Mainz bis Cölln. L. Schellenberg, Wiesbaden 1819.online
- A Picturesque Tour along the Rhine, from Mentz to Cologne. translated from John Black. Ackermann, London 1820.
- Die Lahn- und Main-Gegenden von Embs bis Frankfurt. L. Schellenberg, Wiesbaden 1821. online
- Übersicht der merkwürdigsten Gegenstände des Altertums im Herzogthum Nassau. Nassauische Annalen 2. und 3. Heft, Wiesbaden 1830.online

### Sammlungen

Schmetterling aus der Coll. Gerning, Museum Wiesbaden

Der überwiegende Teil der Sammlungen stammte von seinem Vater Johann Christian Gerning. Sie lassen sich einteilen in:
- Bücher und Karten
- Zoologische Sammlung, überwiegend Insekten
- Kunstsammlungen mit Zeichnungen, Drucken und Gemälden
- Münzsammlung
- Altertümer und Volkskunst

1816 bittet Goethe ihn in seinem Aufsatz Kunst und Altertum am Rhein und Main um Übergabe der Sammlungen an das Herzogtum Nassau. Gerning hatte 1814 bereits durch seine Beteiligung an der Gründung des Verein für Nassauische Altertumskunde und Geschichtsforschung in Wiesbaden die Übergabe seiner eigenen Altertumsammlungen vorbereitet. Nach zahllosen Verhandlungen übernahm Nassau 1825 gegen Zahlung einer jährlichen Leibrente von 2.000 Gulden alle Sammlungen Gernings, bis auf die zoologischen. Die Sammlungen unterstellte man der Landesbibliothek, die bereits 1821 in das Erbprinzenpalais Wiesbadens einzog. Als schließlich 1829 der Verein für Naturkunde im Herzogthum Nassau gegründet wurde, folgten Gernings zoologische Sammlungen. Schließlich bildeten diese Sammlungen bis 1829 das Fundament für die drei Nassauischen Museen im Erbprinzenpalais. 1973 vereinte das Land Hessen die bis dahin getrennten Museen zum Museum Wiesbaden. 2009 hat das Land die Sammlung Nassauischer Altertümer an die Stadt Wiesbaden abgetreten.